# 香港电影史
此条目介紹了自1897年以來香港电影的發展歷程。

## 萌芽時期
香港最早的電影放映，可追溯至1897年。莫里斯薩維特教授（Maurice Charvet）從三藩市來港，並在大會堂舉辦了電影放映會。同年起多部商業電影在香港的重慶戲院、高陞戲院、喜來園、太平戲院等地先後放映。1898年美國愛迪士公司派員到中國拍攝記錄片，在香港拍攝了約5分鐘的影像片段，包括總督府、香港會所等地標:10-18。

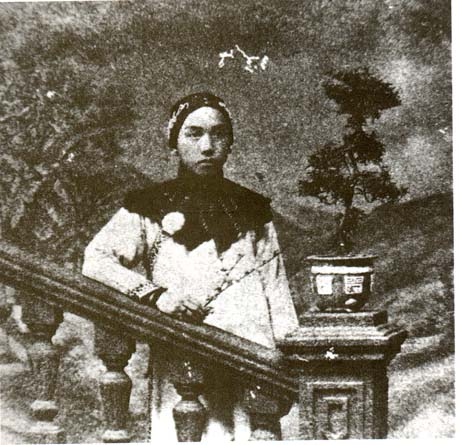
《莊子試妻》劇照

1913年美國電影人布拉斯基（Benjamin Brodsky）來港，經營電影公司華美影片公司（Chinese American Film），與黎民偉的人我劇鏡社合作拍攝電影《莊子試妻》，为香港首部「故事短片」，並在1913年完成。雖然拍攝由萬維沙（Van Velzer）主理，但幕前均由香港本地人主演。黎北海飾演莊子、黎民偉反串飾莊子妻子，黎民偉妻子嚴珊珊飾婢女。其後萬維沙又拍攝了《瓦盆伸冤》、《艇家的夢想》及《偷燒鴨》三片，其中《偷燒鴨》由梁少坡自導自演。1916年，布拉斯基完成記錄片《巡遊中國》，其中收錄了8分鐘的香港影像:10-18。
此片完成後由於香港仍缺乏製作電影的經驗及設備，電影製作處於停滯的狀態。這種狀況一直持續到1923年黎氏兄弟及其表哥與梁少坡聯手成立香港第一個由華人全資擁有和執行的製作公司—民新製造影畫片有限公司為止。

### 有聲電影
二十世紀三十年代初，有聲電影開始流行。然而在香港首先上映的多部有聲粵語電影均不是由香港本地拍攝：首部有聲電影是1932年10月29日於中央戲院公映的《無敵情魔》，由广州紫薇影片公司出品，由鄺山笑、譚玉蘭、麥嘯霞與李幽慈主演，電影插曲《倘若到廣州》（鄺山笑、譚玉蘭合唱）及《愿郎酣睡妾跟前》（譚玉兰自弹揚琴獨唱）部分发声。隨後是廣州合眾電影工業公司在上海拍攝的《戰地二孤女》，1932年11月3日在太平戲院及東方戲院公映，由李萍倩導演、蘇怡編劇、胡珊、陸麗霞、馬陋芬及魏鵬飛等演出。該片有四首粵語電影插曲《人人贊賞》、《戰歌》、《華夏之胄》及《嫁給勇士吧》，皆由陶雅雲、李麗蓮、王雲娟、舒麗娟及陸麗霞所組成的合唱團演唱。此外，1932年邵醉翁的天一影片公司乘薛覺先及唐雪卿夫婦到上海演出時，開拍其首本戲《白金龍》，本欲成為第一部有聲粵語電影，然而遭到南京國民政府禁演，經沟通後才獲准上映。
黎北海的中華製造聲默影片有限公司於1933年完成了一部局部粵語對白電影《良心》（白玉堂、唐醒圖）；1933年9月20日公映香港製作首部全粵語對白電影《傻仔洞房》（廖夢覺、楊倩儂）。
另一方面，非中華地區亦趕拍粵語影片，由泰國暹羅聯合影片公司出品《湄江情浪》在1933年12月17日搶先在中央戲院公映，該片由元少傑、胡少君、李麗蓮、伍莉莉、林蕙芳、紫素馨、白珊瑚，聯同美國青年歌舞團演出。戲裡加插百老匯歌舞表演及三首電影插曲《誰能遣此》（元少傑獨唱）、《未免有情》（胡少君獨唱）及《東海狼》。这些曲歌詞指桑罵槐，以豺狼比喻當時侵華的日本軍國主義者。
其後第二部非中華地區出品的粵語片《歌侶情潮》（由美國出品）上映，由新靚就、胡蝶影、林也安、黃儷影、周少英、黃金、朱麒麟、葉桂平合演，在1934年1月10日在中央戲院公映。《歌侶情潮》亦有多首電影插曲：《花園賞樂》（新靚就、胡蝶影合唱）、《思親（父母恩情）》（新靚就獨唱）、《憶美》（新靚就獨唱）及《閨怨》（胡蝶影獨唱）。這兩部海外拍攝的歌舞片皆取得不错的票房成績，並多次重映。
由於南洋地區有大量操粵語的華僑，粵語電影有龐大的市場等待發展。而在中國內地，由於國民政府推行統一國語，對地方语言電影採取敵視的態度，其下屬的「中央電影檢查會」更於1937年初明令於同年7月1日開始，禁止拍攝粵語電影。香港作為英國殖民地則持開放態度，1934到1936年香港的電影製作公司數量倍增，以香港為基地大量拍攝粵語電影，成為香港電影的第一次繁榮期。

### 抗日戰爭
在二十世紀三十年代，令香港電影繁榮的另一個很重要的因素是日本侵華。「抗戰」電影（關於中國抵抗日本侵略的愛國戰爭電影）成為香港電影的一個主要類型，例如1935年關文清的《生命線》（吳楚帆、李綺年）、1937年趙樹燊的《肉搏》（吳楚帆、黃曼梨）及1938年司徒慧敏的《血濺寶山城》（陳雲裳、李清）。1937年日軍攻佔上海後，大量電影公司及電影人南移到香港，為香港電影業帶來新動力。
但香港於1941年12月亦落入日本手中，一度興盛的電影業亦告終止，香港的電影公司及相關人員紛紛離開。與中國內地情況不同，日本佔領當局未能建立一個協同電影工業，香港日治時期，日軍只曾於1942年拍攝一部由田中重雄導演的日語故事片《香港攻略戰》（大日本映畫株式會社，水田清、黑田記代）及一部由「報導部」贊助的宣傳片《新生的香港》（香港電影協會）。而日軍更將很多香港戰前的電影拷貝溶化以抽取硝酸銀作為軍事用途。（Fonoroff，1997）

## 歌舞升平 （1940年 - 1960年代）
二戰後，資金和人才因逃避第二次国共内战流入香港，香港工業蓬勃發展，香港電影業也不例外。國共兩黨在1946年再開戰（國共內戰於日本侵華期間休戰），中國共產黨於1949年取得勝利，令資金和人才大量湧入香港．華人電影中心也因此南移至香港。另一方面，香港大量出口電影至東南亞國家（尤其是有大批华人僑民聚居的地方）和西方國家的唐人街（Bordwell，2000）。

#### 粵語與國語電影
戰後，香港電影業雙線發展：粵語電影（粵語片）和國語電影（國語片）。
1949年大批中國大陆最優秀的藝術家逃亡來到香港，繼承上海的藝術事業，使國語電影于1960年代发展迅速。不過，香港一直以来都是廣東人为主的社會，而戰後移民以及1949年和60年代初期的兩次大規模逃亡到香港的难民潮中移民的母語大都以粵語爲主，粵語文化始終是香港的主流，当時的工廠、茶樓里，到處都可以聽到粤曲，粤語长片也深受当時的普通市民歡迎。随着香港经济迅速發展，以粵語為母語的香港新一代藝術家成長起來后，粵語被雅化，粵語電影和流行曲同時登上了大雅之堂，成為雅俗共賞的藝術品。1970年代中期以后，粵語電影和粵語流行曲以深厚中國文化為底蘊，一舉風靡全球華人世界。
在香港電影的歷史中，另一個和語言相關的里程碑在1963年樹立。當時，香港當局通過一條法例：所有電影必需配備英文字幕，而當時因應實際需要，大多數電影也配備中文字幕，（Yang，2003）香港電影配備字幕後，竟獲得意想不到的結果：幫助香港電影進軍西方。

#### 粵語電影
- 粵劇 主導時期：
  - 粵劇二重唱任劍輝及白雪仙（簡稱「任白」）是當時頂級紅星。任劍輝擅長反串生角配合白雪仙的旦角，她們合作拍了超過50齣電影，包括《紫釵記》（1959年）成為恆久不衰的經典。
- 低成本製作的武術電影： 
  - 接近100齣由關德興飾演黃飛鴻的長篇功夫電影。起始《黃飛鴻正傳》（1949）完結為《黃飛鴻勇破烈火陣》（1970）（Logan，1995）。
  - 武俠片系列，利用人手繪製特別效果，譬如《六指琴魔》（1965）（Chute & Lim，2003，p. 3）。
- 家庭生活的當代通俗劇
- 華達製片廠
  - 1953年新加坡光藝院線駐香港代表何漢廉斥資，在九龍青山道六咪半興建佔地8萬平方呎的華達片場，配備新型攝影裝置。

#### 國語電影
- 邵氏兄弟及國際電影懋業（簡稱「電懋」）(後易名國泰)是最頂尖的電影製作公司也是一對悲哀的夙敵，他們的競爭相當激烈，甚至出現互相搶拍電影。1964年電懋的始創人兼首腦陸運濤死於空難，使得邵氏兄弟得到行內較領先的位置。電懋易名為國泰後於1970年終止電影製作。
- 一支音樂流派黃梅調注入中式戲劇衍生成邵氏的《梁山伯與祝英台》 (1963年)。這部電影打破紀錄地賣個滿堂紅也成為黃梅調音樂電影的經典代表作 。
- 浪漫音樂劇如《雪裡紅》(1956年)，《水仙》(1956年)，《不了情》(1961年)及改編自瓊瑤的小說。
- 荷里活式音樂電影 譬如《曼波女郎》(1957年) 與《野玫瑰之戀》(1960年)。
- 史詩式古裝片：邵氏兄弟的李翰祥是主要的導演，有著名電影《江山美人》(1959年)。
- 1960年代末，邵氏兄弟開創了一個新派武俠電影，當中情節比較緊湊，但少點遐想空間，多點力量型動作及暴力。這種新派武俠電影潮流靈感來自日本武士電影的大受歡迎所致。(Chute & Lim，2003，p. 8)還有電視的普及化帶走不少觀眾，標誌著電影業必須改變題材中心 ，由以往女性為中心的電影變成動作電影主導。(參見香港動作電影)主要帶動人物：
  - 徐增宏的《江湖奇俠》(1965年)
  - 胡金銓的《大醉俠》 (1966年) 和《龍門客棧》（1967年）
  - 張徹的《虎俠殲仇》(1966)、《獨臂刀》(1967)和《金燕子》(1968年)

## 港產片（1970年代）
1970年代初期，國語電影及邵氏兄弟顯而易見地是無懈可擊。事實上粵語電影面對粵語電視和國語電影製造商兩大對手，已漸漸地减少；在1972年已經沒有任何成品（Bordwell,2000）。邵氏眼白白看見長久以來的競爭對手電停止製作電影，留下巨大的廠房，武術功夫指導頃刻間都「砰」一聲化為烏有。但是這些的改變只不過是個開始，更大的改變就在1970年代中后期。

### 粵語電影捲土重來
第一朵火花是綜合式喜劇《七十二家房客》──唯一一套在1973年製作的粵語電影；不過這是漂亮的一擊。根據著名戲劇改編而成的《七十二家房客》由邵氏拍攝，利用邵氏所擁有無線電視的藝員擔綱演出，剧情反映当时普罗大众的心声，深得观众喜爱，成為全年票房冠軍，並打破了票房紀錄。 
粵語電影真正的復興，始自無綫電視前藝員許氏兄弟：演員／導演／編劇許冠文、演員／歌手許冠傑和演員許冠英的粵語喜劇電影（香港口語：笑片）。本來許冠文完成《鬼馬雙星》的電影劇本，打算與邵氏合作，但是邵氏拒絕許冠文分帳的建議，故許冠文轉投嘉禾，並得到巨大成功。箇中原因能從《鬼馬雙星》（1974年）的廣告中看到：「Films by devoted young people with you in mind.」，此舉得到豐厚的回報。《鬼馬雙星》的票房高達600萬港元（140萬美元），創下了當年的紀錄，成為收入最高的電影。許氏的電影前所未有地諷刺一個方興未艾的中產階級，這一個階級的長工作時數和對追求物質成功的夢想，成功地令香港成為現代化的工業和企業巨人（Teo，1997）。粵語喜劇電影蓬勃發展，粵語電影的產量暴升，國語電影一直支撐到1980年代初期，但已很少能在大銀幕上看到其蹤影。
而1970年獲香港嘉禾電影公司鄒文懷邀請的李小龍。憑著以功夫為題的動作片《唐山大兄》打開知名度。該片創下了香港開埠以來的電影最高票房紀錄，達到300萬港元。此後他主演的四部動作電影震撼了整個影壇，《猛龍過江》更是打破全亞洲票房記錄，李小龍的電影在國際急速冒起。當時粵語片正陷於低潮，幾乎停止生產。但李小龍憑藉著一身好武藝與個人銀幕魅力，不僅在1970年代初期掀起一股電影熱潮，將觀眾拉回戲院中，讓衰退的香港電影工業重新找到一線生機，使嘉禾公司奠定基礎；亦使「功夫片」復甦，賦予新的面貌與活力。
他的電影也身價百倍，轟動了全球，讓人們對香港電影刮目相看。而他的名字可算是武打電影，甚至是中國功夫的象徵之一。李小龍帶領香港電影衝出亞洲，為香港電影積累了豐厚的資本、技術和觀眾群，並開創了華人進軍荷里活的先河，同時令動作片成為香港電影的主流片種之一。為香港電影在日後的1980年代風靡全球、成為「東方荷里活」奠定基礎。

### 嘉禾和獨立製作的崛起
在1970年，邵氏的總裁鄒文懷和何冠昌離開邵氏，成立自己的電影公司──嘉禾。這家新成立的公司比較靈活，而對開支的控制也沒邵氏般緊；嘉禾以策略取勝邵氏的傳統電影製片厰。鄒、何跟冒起的年青對業界有創新思維的演員──像李小龍與許氏兄弟──簽署合約，給予他們更大的創作空間。到七十年代末，嘉禾成為項尖的電影公司並簽署了成龍──功夫喜劇演員兼導演，成龍成為其後二十年亞洲最賣座的影星。 
嘉禾與邵氏的競爭日漸白熱化，在嘉禾引入外國電影金剛，邵氏則趕拍猩猩王與之競爭。與此同時，粵語片、功夫電影和嘉禾創立的先例，為獨立電影製作提供更大的空間，電影製片厰的時代成為歷史。不過邵氏仍然繼續製作電影，直至1985年才停止，並轉而全力製作電視（Teo，1997）。

## 盛世（1980年代－1990年代初期）
港產片於1970年代播種，到了1980年代和1990年代初期達至盛世：粵語片的獲勝、新式的電影院誕生、東亞市場的超強地位、和西方對香港電影的關注。
港产片风靡全球，成为华人文化的一大代言。八十年代的港产片无论产量、票房，还是质量、艺术性均创作出惊人奇迹，形成庞大的电影工业，电影总产值更超过亚洲电影强国印度，跃居世界第二位，仅次于泱泱美国的好莱坞，香港更成为亚洲第一的电影生产地，被称作东方好莱坞。香港电影让全球观众第一次近距离地领略到華人文化的冲击，也让香港电影文化走出家门。
七十年代，香港电视业发展极为迅猛，衆多具有學院經驗的年輕导演、编剧、监制等专业幕后人才不断加入影视制作行列，大大提高了电影制作的质量，使得香港电影涌现岀创作的“香港新浪潮”。香港健全的公民社会制度，更带来自由创作的氛围，有别国民党的台湾和共产党的大陆自上而下式的政治化宣传，吸引两岸三地大批文艺工作者来到东方之珠，活跃在港产片的台前幕后。 而《七十二家房客》的成功，让被电视征服的电影观众重新回到影院。
「许氏兄弟」（許冠文、許冠英、許冠傑）於1970年代憑《鬼馬雙星》、《天才與白痴》、《半斤八兩》、《賣身契》等喜劇電影，四度刷新年度華語票房最高紀錄，其中《半斤八兩》更是整個七十年代香港最賣座電影，在香港票房成績超越星球大戰、教父、大白鯊、超人等好萊塢大片，开创了香港电影諧趣動作、节奏明快的特色。
八十年代，经济的飞跃，一方面使得市民整体生活水平的提高促使整体精神消费额剧增，形成庞大的电影市场；另一方面也使得社会资金流动增多，大量资本投入进电影制作行业。同时电视时代的来临让香港的影视创作队伍不断增强，并且探索出符合香港特色的创作意念，不断有精英加入台前幕后的行列，丰富了香港电影业和电视业的振兴。
外国影视的意识价值冲击，香港自身在经济腾飞下的各种社会转型的生活方式，极大地丰富了香港电影的题材；而以关锦鹏、唐基明、林德禄、刘观泰、严浩、王家卫、王晶、甘国亮、杜琪峰、杨凡、徐克、尔冬陞、陈果、梁立人、刘伟强、张艾嘉、章国明、黄百鸣、冼杞然、吴宇森、许鞍华、唐季礼、张婉婷、罗启锐、岑建勋、张之亮、方育平、陈可辛、陈嘉上、陈德森、陈友、施南生、罗卓瑶、劉國昌、张坚庭、谭家明、高志森、文隽、林岭东、徐小明、刘镇伟、程小东、郑丹瑞、马楚成、马伟豪等为代表的“新浪潮”导演与传统在电影片厂岀生的制作人员互相配合，一同采用各种新旧的拍摄手法，不断大胆创作各样新体裁的电影，相互辉映相互碰撞，共同擦出八十年代香港电影黄金时期的火花，不同类别的电影，汇聚一堂：喜剧、文艺片、古装武侠片、灵异片、动作片等；来自两岸三地，不同气质的演员各显神通，如：周润发、黎姿、成龙、林正英、狄龙、钟镇涛、李连杰、任达华、万梓良、吴孟达、周星驰、黄百鸣、刘德华、金城武、刘青云、刘松仁、吴镇宇、吴耀汉、冯粹帆、张国荣、张学友、梁家辉、梁朝伟、洪金宝、郑丹瑞、郑则仕、黄秋生、曾志伟、林子祥、岑建勋、泰迪罗宾、许冠文、许冠英、许冠杰、苗僑伟、元彪、吕良伟、黄子华、黄日华、陈百祥、陈百强、黎明、郭富城、郑伊健、钟楚红、郑裕玲、张曼玉、王祖贤、汪明荃、沈殿霞、张艾嘉、林忆莲、林青霞、吴君如、毛舜筠、冯宝宝、叶童、叶玉卿、袁咏仪、关芝琳、夏文汐、利智、邱淑贞、叶德娴、吴家丽、梅艳芳、杨紫琼、张敏、罗美薇、刘嘉玲、赵雅芝、萧芳芳、罗兰、黄韵诗、王小凤、周慧敏、林建明、李丽珍、李嘉欣等等，位位都能独树一帜，真正使香港娱乐业成为华人的造星工厂；这些不同风格的元素以各种别具一格的方式结合在一起，使得处于各社会阶层的观众都能获得共鸣，让在经济腾飞和转型的社会思潮中，各类人群都能得到电影故事的震撼和抚慰，从而提升了本地创作的影响力。
而与商业的成功结合，使得香港电影从单纯的精神享受提升为电影工业。一系列电影制作的流程形成固定的模式如艺人的经理人制度、电影票房操作等等。电影产业化使得一批具有雄厚经济实力的电影公司应运而生，如新艺城、嘉禾、美亚、德宝、寰亚等等，这些大型电影公司雄厚的资金实力、强大的组织和动员能力，让香港电影不断创新，好片辈出，佳作涌现，港产片彻底雄霸整个亚洲市场。
值得一提的是，鉴于当年大陆和台湾的政治隔膜，香港作为华人社会中唯一一个自由创作的艺术天堂，因此吸引大量两岸台前幕后的电影精英，香港电影界对于整合两岸文艺工作者起了举足轻重的作用，香港电影真正做到抛弃歧见，团结两岸三地电影人士气的贡献。直到现在，香港电影业一直为两岸三地的電影人提供了共融的平台。

#### 新藝城與德寶的興起
1980年代，邵氏漸漸退出電影製作。以九龍巴士雷氏家族為首的金公主影線，拉攏奮鬥公司的黃百鳴、石天、麥嘉改組成新藝城公司，新藝城在1982年的最佳拍檔大收旺場，擊敗了嘉禾的龍少爺，於是嘉禾領先的優勢被新藝城所威脅。新藝城製作了最佳拍檔系列、英雄本色系列等知名的電影。在整個八十年代風光一時。
1980年代中期，潘迪生與邵氏院線合作，結成了德寶電影公司，形成第三勢力。

#### 國際市場
當時，在面對荷里活的全球影響力下，香港電影是少數仍然能夠茁壯成長的電影工業。事實上，香港電影在香港及其鄰近地區中擁有媲美荷里活的支配地位。不論戲院還是影帶租賃市場，泰國、新加坡、馬來西亞、越南、印尼、南韓等地，都是香港電影的重要市場，稱霸亞洲。而且當時香港電影比之前更受歡迎。台灣已成為其中一個如同本地般重要的香港電影市場；1990年代初，台灣電影工業曾一度蓬勃發展，但在香港和歐美進口電影突擊猛攻之下，幾近滅絕（Bordwell，2000）。南韓亦是香港電影出口的大市場，在日本，當地電影業已高度發展，資本亦比香港充裕，日本觀眾又酷愛美國電影，香港電影只得到較少立足點，即使如此，李小龍和成龍依然在日本廣受歡迎。
近乎偶然，建基於從1970年代的功夫熱得來的注意力，香港也能伸展更遠，到達西方。香港電影在唐人街的電影院放映或在影帶店租售，令到西方的電影文化人有機會接觸香港電影，從而被當中的「異國情懷」吸引，在隨後的時代逐漸浮出到更廣大的大眾文化之中。導演昆頓·塔倫天奴入行前當影帶租賃店店員時，便時常觀看香港電影影帶，他在成名後多次在訪問裡提到，作品裡不少重要的靈感來源都是來自港产片。

#### 三級電影
香港政府於1988年引入的電影三級制制度對往後的電影有一定的影響。「三級電影」（成人觀眾）的評級變為一個的日漸興起的色情電影及「另類電影」的統稱。1990年代初期為三級電影的盛放期，大約一半的香港電影都是三級的色情電影，這些電影是源自1970年代風月電影（Yang，2003）其中一個主流三級色情片的例子是麥當雄的「玉蒲團之偷情寶鑑」（1991年），一部由蔡瀾改編自李漁的「肉蒲團」—中國17世紀的情色文學作品（Dannen and Long，1997）。
除了色情電影，三級電影亦包括血腥及觸發禁忌的題材的恐怖及血腥電影。這些電影往往由真實故事改編例如鄧洐成執導的「羔羊醫生」（1992年），邱禮濤執導的「八仙飯店之人肉叉燒包」（1993年）及「伊波拉病毒」（1996年）。
一路以來，香港的三級片主題多以奇情、色情和血腥掛帥，有出色的作品，不过也有部分過度重覆濫拍的作品為趕佔三級片潮流，編劇與故事結構则鮮有嚴謹舖排，形式成效比較類近美國小本製作的B級片。自1990年代中期，三級電影的強勢隨著香港電影市場的衰落而萎縮。尤其色情電影難以與日本成人视频制造商競爭，家庭影碟、影帶方式的出現亦誘使三級電影的末落。
直至2005至2007年，由銀河映像出品的一系列以社會禁忌、三合會社團為題材的電影《黑社會》（2005年）和《黑社會以和為貴》（2006年）（因黑社會題材於香港是受限制級別）另有以懸疑、心理為敘事的電影如《神探》（2007年）等在香港取得票房上的成功，亦受國際電影節注意，拓闊了三級電影在主題和視野的界限，重新定義香港三級片的發揮空間。

#### 非主流電影
1980年代香港電影市場非常活躍，市場接受新類形的態度、製作人資源的充裕度、留學回港新電影人剛從電視圈汲取到一定的經驗，三者形成的大環境令當時香港的另類電影或者藝術電影，有發展的空間。一些新浪潮電影製作人，如許鞍華、嚴浩、方育平等，透過主流邊緣的個人及政治主題電影獲得新嘗試及讚頌。
1980年代後期，「新浪潮第二浪」漸漸冒起。一些年輕的導演像關錦鵬、羅卓瑤及她合作夥伴方令正、張婉婷、劉國昌及王家衛陸續拍出別具一格的作品。像「新浪潮」一樣，他們都是從海外電影學校畢業並且回到香港電視台學藝，對電影有一套自己的看法，在情況許可下希望拍出擺脫一貫籠統商業題材及風格的電影。
1990年代開始，以上香港電影導演的作品在世界各地的 影展及影評人中得到空前的注目，尤其以王家衛一系列作品如《重慶森林》（1994年）、《春光乍洩》（1997年）、《花樣年華》（2000年）；關錦鵬的《胭脂扣》 （1987年、《阮玲玉》（1991年） 等等，令香港導演得到國際上的認同。

#### 歌手與演員
1970年代後期開始，由於市場需求，部分原本以歌手出道的藝人亦開始拍攝電影。在他們之中，不乏演技卓越者出現，亦成為成功的電影演員，一些人後來甚至成為影帝。當中以許冠傑、張國榮是為其中表表者。前者在1970年代與同胞兄弟許冠文、許冠英並稱許氏三兄弟。由1971年無綫電視節目《雙星報喜》開始，其幽默表現手法和貼近社會基層的主題內容，令他們得到不少的觀眾基礎。及後由嘉禾及許氏兄弟合作，拍成電影《鬼馬雙星》（1974年），主題曲由許冠傑主唱，創出6百萬票房新紀錄，大受欢迎。乘勢推出的《天才與白痴》、《半斤八両》、《賣身契》、《摩登保鑣》及一系列新藝城《最佳拍檔》高票房電影都由許冠傑主演並主唱主題曲，歌影雙線發揮影響力。
張國榮在1980年代後期退出歌壇以全力奔赴電影界發展，由《阿飛正傳》開始、在主流及風格電影作多方面的嘗試，如《英雄本色》、《倩女幽魂》、《胭脂扣》、《阿飛正傳》、《霸王別姬》、《東邪西毒》、《春光乍洩》等，先後八次獲得香港電影金像獎最佳男主角提名，五次獲得臺灣金馬獎最佳男主角提名，法國康城影展最佳男主角提名，並於1991年當選金像獎影帝《阿飛正傳》（1990年，飾主角旭仔），為首位及唯一一位男藝人囊括《叱吒樂壇流行榜頒獎典禮》「男歌手金獎」、《十大勁歌金曲頒獎典禮》「最受歡迎男歌星」、《香港電影金像獎》「最佳男主角」、《香港電影評論學會大獎》「最佳男演員」最高榮譽個人音樂及電影獎項。
1990年代初，於香港樂壇活躍的四大天王中的張學友、黎明與郭富城在樂壇成名後亦在電影方面獲得成功，張學友早於1988年就憑藉其在電影《旺角卡門》中精湛的演技摘得香港電影金像獎的最佳男配角獎，而1990年亦憑藉《笑傲江湖》中飾演歐陽全一角獲得台灣電影金馬獎的最佳男配角，他從影多年亦曾多次獲得影帝提名，在2001年憑藉電影《男人四十》摘得在寶萊塢頗具影響力的印度國際電影節影帝稱號，演技受到行業內外的廣泛認同。黎明與郭富城則在1990年代後期以及2000年代分別摘得台灣電影金馬獎的最佳男主角獎。
2000年代初，於香港樂壇活躍的天后楊千嬅在樂壇成名後亦在電影方面獲得成功，2010年憑《抱抱俏佳人》中精湛的演技奪得《香港電影評論學會大獎》「最佳女演員」，2013年憑藉《春嬌與志明》中飾演「余春嬌」一角摘得《香港電影金像獎》「最佳女主角」，為首位及唯一一位女藝人囊括《叱吒樂壇流行榜頒獎典禮》「女歌手金獎」、《十大勁歌金曲頒獎典禮》「最受歡迎女歌星」、《香港電影金像獎》「最佳女主角」、《香港電影評論學會大獎》「最佳女演員」最高榮譽個人音樂及電影獎項。
1980年代的娛樂圈，不少藝人都是在電視圈、樂壇、電影三個媒介流動，即歌影視三棲，因而發揮最大的效力佔有市場空間。歌手作為主演「卡士」（cast）是吸收觀眾增加票房的源頭。1980年代晚期開始，亦有不少香港電影或是電視演員奔赴歌壇發展，他們中亦有在歌壇獲得成功者如劉德華。

## 风浪冲击 （1997至2000年代中後期）

#### 電影業處於危機中
经历了1980年代和1990年代初的黄金盛世时期，于1990年代中後期，香港電影業由盛轉衰，而且一直未能復甦。由于1997年主权移交临近，各界对香港的前途充满担忧，台灣資金撤走，同时香港人也大量移民，导致電影業人才流失，因此香港电影业一落千丈，收入减少了一半。1990年代後期，港產片製作數字從1990年代初的每年超過200部，到90年代後期下降了超过一半。與此同時，香港本地巨星也逐渐不在香港发展，而是向荷里活进军．如吴宇森和成龙等。
2003年，除了經濟繼續低迷之外，嚴重急性呼吸系統綜合症（又稱非典型肺炎、非典、沙士、SARS事件）病毒爆發，使許多戲院空空如也，並令電影製作停頓四個月；該年拍攝的港產片只有54部。兩位著名歌手兼演員──張國榮（46歲）和梅艷芳（40歲）亦於此年相繼離世，對電影業更是雪上加霜。2003年男星個人電影票房榜第一至三位分別為梁朝偉、劉德華、古天樂，而2003年女星個人電影票房榜第一至三位分別為楊千嬅(約7000萬港元)、張柏芝、Twins。

#### 近年走向
香港電影製作人近年已把市場重點放在海外，並依靠海外提供技術和資金。舉例《功夫》就是由美國哥倫比亞電影公司投資。這些有賴大量應用電腦圖像技術來製造特技效果，大量利用荷里活方式的市場推廣技巧，把大量長期在港產片演出的巨星重新包裝。 
而銀河映像另一製作《黑社會以和為貴》 (2006)更在國際上獲得良好反應，被《原罪犯》的美國發行商Tartan Films買下，並安排此片在美國戲院上映。
2003年后，香港与内地签订CEPA（內地與香港關於建立更緊密經貿關係的安排），不少香港电影工作者去到内地，以中港合拍片模式，拍摄制作电影，不过由于要面对内地国家广电总局的意识形态审查和删剪，传统香港电影中天马行空的创意大大受限。

## 卷土重来（2010年－至今）

#### 未來路向
香港電影自1997年之後，十多年來一直未能再起。香港電影主要是靠商業片為生，需依賴對觀眾需求的掌握。然而不少從事電影創作的製作人都偏重於電影製作，對觀眾反應不多注重，沒有明確的觀眾對象，也沒能力掌控發行的渠道。1990年代後期，香港不少電影公司都因為如此而倒閉。而電影的抄襲、跟風拍攝的風氣，過於起用當紅的明星，粗製濫拍的電影愈來愈多，對編劇的創作能力之輕視，以至導演之起用沒嚴謹標準，均大大降低了港產片整體質素。隨著觀眾對相類似電影因氾濫而生厭時，電影公司沒掌握這點，就很易陷入困境。加上90年代後期的金融風暴嚴重打擊香港時，令香港電影的處境雪上加霜。
其實有不少大電影公司均明白電影質素有所下降，但他們都把原因歸咎於盜版問題。他們認為，VCD、DVD及網上下載，如BT之類的盜版活動而使市民不願進入電影院。他們強調，盜版問題令投資者不願意投資電影業，因而令電影質素下降。然而，近年不少歐美電影在香港上映，即使票房也比以前下降，但下降幅度沒有香港片那麼大。而且隨著VCD、DVD的普及，市民欣賞質素的提高，市民亦願意購買正版的電影VCD、DVD在家收看。在這些電影業人士的催促下，香港政府逐漸就版權問題立法，並大力打擊盜版，但仍然未能使香港電影業起死回生。根據觀眾的意見調查，造成香港電影衰退的原因，最主要的是電影質素，而多於盜版問題。觀眾質疑電影業界無視本身出產的電影的問題，亦未能與時並進，而把責任都推到其他人的侵權活動上。可是，電影業界的人士仍然認為沒有盜版，電影票房會更高。
近年來，大部分香港電影均有中國內地的電影公司注資。2001年中國加入世界貿易組織前後，正值中國電影的谷底時刻，中國政府為因應加入世貿之後荷里活電影的衝擊，於2003年調整電影制度簽署《內地與香港建立更緊密貿易關係的安排》（CEPA），借香港電影之力，挽救中國電影。而一些海外投資的港產影片，像電影《功夫》為港產片打出新路向。

#### 再度启航
踏入2000年，香港电影工业开始不断萎缩，一方面，1997年的亚洲金融风暴使无数电影投资商损失惨重，另一方面，香港回归前后的大移民潮也让香港电影业大批精英流失，导致香港電影質素下降。再者，科技的高速发展和平民化，致使盗版、电脑下载猖獗，传统电影的盈利模式面临崩溃。踏入2003年，非典型肺炎肆虐两岸三地，电影院人烟稀少，香港电影业在多种因素影响下，愁云密布，进入最萎靡惨淡的低谷。
2003年，中華人民共和國政府与香港特別行政區政府正式签订CEPA（內地與香港關於建立更緊密經貿關係的安排），香港电影可以进入内地院线上画，并且中港合拍片模式也放宽，庞大的电影市场向香港电影工业敞开大门，虽要面对新的挑战：中國大陆审批部门意识形态严重的审查与删剪、内地观众口味的摸索等多种不明朗因素，但签订CEPA始终鼓舞了香港电影业和电影工作者的士气。而在签订CEPA之前，其实随着《无间道》的大放异彩，一大批曾对香港电影心灰意冷的投资商，偕同众多阔别电影界的台前幕后精英，亦已再次从五湖四海归来重投香港电影工业。香港电影业激发复苏潮流。
与此同时，香港电影的类型和香港电影工作者的方向也出现变化。一大群香港电影工作者返回内地，以中港合拍片模式，拍摄制作大批电影，这些中港合拍片有别于传统的香港电影类型，一方面剧情上要迁就内地各地观众口味，而变得不伦不类，另一方面面对内地国家广电总局的意识形态审查和删剪，传统香港电影中天马行空的创意大大受限，面对内地电影市场的庞大潜力，香港电影工作者不断反思改进，务求能开创一种能平衡多方面利益的模式和局面。
有别于北上拍戏的电影人，一大群香港电影工作者则选择留港发展，这群出师本土的新晋导演，如彭浩翔、黄真真、郭子健、伍健雄、麦曦茵、萧定一、钟澍佳、林子聪、黄精甫、曾国祥、郑保瑞、杜琪峰、岸西、许鞍华等等，他们能结合传统港产片天马行空的思维，融入新时代别具一格的语言，每位都自成一格，成功开辟了新世纪香港电影的本土道路。这些香港电影大多是中小成本拍摄，题材和表达方式新奇古怪、创意十足，既带有浓郁的香港文化情结，也能融入华人社会的点滴元素，实验探索味道浓厚，大胆运用各式灵活、创新方式诠释演绎，完全走出传统香港类型片范畴，也摆脱中港合拍片的框架，成功开创香港新世纪电影的风采。
面对复苏势头，台前幕后也涌现大批新一代香港电影工作者，也在尝试中磨练出演技：谢霆锋、张家辉、张柏芝、Twins、杜汶澤、薛凯琪、房祖名、余文乐、何超仪、谷祖琳、郑中基、陈伟霆、林峯、黄宗泽、方力申、邓丽欣等等。

#### 创意之都
香港电影业经历过低谷和摸索后，近年重新激活，香港电影人的创作意念再次焕发，无论是北上的中港合拍片，还是留守本土的纯正港产片，香港电影界以“两条腿走路”（北上合拍和本土创新）的形式奋勇向前。“两条腿”都佳作涌现，如中港合拍片的《功夫》、《投名状》、《叶问》、《十月围城》、《狄仁杰之通天帝国》等，纯香港电影的《天水围的日与夜》、《志明与春娇》、《岁月神偷》、《线人》、《桃姐》、《寒战》等。
许多久违的前辈电影人，以传统的表达方式再度登场，掀起类型片的复苏潮流，如：港产贺岁喜剧如《最强囍事》《七十二家租客》等、情色三级片如《3D肉蒲团》等、卧底警匪片如《线人》《C+侦探》等、怀旧文艺片如《岁月神偷》《老港正传》等、动作片如《叶问》等、以及励志青春偶像片等。而香港新世代的电影人，则选择大胆创新的语言和表现手法，融汇各式独立电影的拍摄方式，形成气色清新、别具一格的香港新生代电影，如《志明与春娇》、《分手说爱你》、《抱抱俏佳人》等，新旧交碰，互相辉映给予两岸三地观众无限惊喜，票房报捷，更屡获殊荣，扬威国际。2010年罗启锐执导的电影《岁月神偷》获得柏林影展水晶熊大奖；2011年葉德嫻憑著主演許鞍華導演執導的電影《桃姐》，獲得威尼斯影展的最佳女主角，再次讓香港電影蜚聲國際，讓香港电影再次得到國際的嘉許。
电影人阵容也不断庞大， 吸纳来自五湖四海的各界精英。一大批新晋导演，如彭浩翔、黄真真、郭子健、伍健雄、翁子光、麦曦茵、萧定一、毕国智、钟澍佳、吴彦祖、林子聪、黄精甫、曾国祥、叶念琛、云翔、彭氏兄弟、麦婉欣、郑思杰、岸西、孙立基、洪荣杰、深泽宽、崔允信、郑思杰、莊文強、麦兆辉、郑保瑞等在不断尝试实验开创之后，开始自成一格、走向成熟，连同老一辈的新浪潮导演如许鞍华、杜琪峰、徐克、刘镇伟、王晶、刘伟强、陈嘉上、陈德森、罗启锐、张婉婷、尔冬升、陈可辛、岑建勋、甘国亮、程小东、方平、黄百鸣、曾志伟、麦兆辉、吴思远、张同祖、张艾嘉等创作力依然旺盛的电影界支柱，一起迸发出新世纪香港电影的光彩，并继续发光发热，使得香港电影业再次人才济济、精英云集。而幕前更加精彩，很多阔别影坛的“老中青”演员再次复出，与新星如李治廷、周秀娜、罗仲谦、周柏豪、angelababy、彭罡原、梁洛施、薛凯琪、房祖名、农夫、陳奐仁、杜宇航、王祖蓝、黄宗泽、林峯、徐子珊、陈法拉、吴千语、吴卓羲、胡杏兒等一同闪耀大银幕，带来不一样的激情和清新气色，掀起自八十年代香港电影新浪潮后，新一波电影旋风，这股新的电影潮流立足香港本土，以锐意创新的电影方式征服观众，并席卷两岸三地、世界各地。香港电影业以成熟的制作机制和人才，再次成为华人地区的创意之都。

### 疫後反彈
2020年，席捲全球的2019冠狀病毒病和各項社交距離措施使香港電影業經歷前所未見的寒冬，除拍攝進度大受影響外，各戲院更被勒令停業抗疫，使大量電影無法如期上映。經過大大小小五波疫情之後，2022年中起，針對戲院的限制措施終於開始放寛，緊接的暑假黃金檔期即有大量原定於第四及第五波之間上映的電影開畫，亦掀起2022年下半年港產片屢創佳績的序幕。兩套由當紅男團MIRROR有份主演的電影—《闔家辣》和《阿媽有咗第二個》相繼上映並分別獲得超過三千萬票房的成績，同期亦有小品電影《緣路山旮旯》大放異彩，雖在上映初期場次偏少且有網民批評男主角其貌不揚，但憑藉男主角大方回應成功解圍及逐步累積口碑之後，其票房亦成功超越一千萬，實屬難得。其後在八月尾，標榜史上最大規模港產科幻片的《明日戰記》正式上映；原先作為賀歳片的《飯戲攻心》則緊隨其後在中秋前上映。兩者在中秋檔期鬥得難分難解，前者為港產片少有的特效科幻片，後者以貼地、幽默對白俘虜廣大觀眾的心，最後各自收獲近八千萬票房，分別位列香港華語電影最高票房第一和第二位（至2023年2月6日)。
及至同年十月尾，改編自2013年大角咀肢解父母案的三級電影《正義迴廊》上映，當中因其血腥及暴力情節而被評為三級片，然而其在開畫一週後旋即當上單日票房冠軍，更於上映第六週突破票房三千萬大關及後於2023年1月21日以4160萬票房的姿態登上港產三級片票房冠軍寶座。
2023年，黄子华主演的《毒舌大状》再破纪录，成为首部票房突破1亿的香港电影。

## 發展

### 里程碑
- 1950年代：
  - 倫理：吳楚帆、張活游、張瑛、李清
  - 《黃飛鴻》系列：關德興、石堅

- 1960年代：
  - 粵語片：謝賢、呂奇、陳寶珠、蕭芳芳
  - 《如來神掌》系列：曹達華、于素秋

- 1970年代：
  - 功夫電影：李小龍
  - 許氏兄弟喜劇系列：許冠文、許冠傑、許冠英
  - 邵氏兄弟武俠片

- 1980年代：
  - 新浪潮電影：徐克、許鞍華、吳宇森、譚家明、章國明及方育平等導演作品
  - 英雄、風雲電影系列（自1986年）：《英雄本色系列》、《龍虎風雲》（代表人物：吳宇森、周潤發、狄龍）
  - 喜劇電影：《最佳拍檔》、《精裝追女仔》、《八星報喜》、《賭神系列》
  - 三级片

- 1990年代：
  - 周星馳的無厘頭電影（自1989年）
  - 吳宇森的暴力美学系列（八、九十年代）：如《喋血雙雄》、《喋血街頭》、《縱橫四海》及《辣手神探》
  - 王家衛、許鞍華、陳可辛的文藝片：如《阿飛正傳》、《東邪西毒》、《女人四十》、《甜蜜蜜》
  - 動作及功夫片：如徐克與李連杰的《黃飛鴻》系列，成龍的動作電影

- 2000年代：年產量銳減至不足百部，
  - 代表作有周星馳系列：如《少林足球》和《功夫》
  - 王家衛及許鞍華的文藝電影：如《花樣年華》、《2046》、《男人四十》
  - 諜戰電影：如《無間道》系列；
  - 杜琪峰風格的電影；

- 2010年代：《桃姐》、《岁月神偷》、《寒战》。

### 入場人次最高十套香港電影
| 排名 | 片名      | 人次      | 年份 | 發行商 | 導演        |
| ---- | --------- | --------- | ---- | ------ | ----------- |
| 1    | 最佳拍档  | 211萬人次 | 1982 | 金公主 | 曾志偉      |
| 2    | 最佳拍档3 | 195萬人次 | 1984 | HBO    | 徐克        |
| 3    | 最佳拍档2 | 188萬人次 | 1983 | 新藝城 | 曾志偉      |
| 4    | 福星高照  | 177萬人次 | 1985 | 嘉禾   | 洪金宝      |
| 5    | 龍兄虎弟  | 177萬人次 | 1987 | 嘉禾   | 曾志偉 成龍 |
| 6    | 半斤八两  | 176萬人次 | 1976 | 嘉禾   | 許冠文      |
| 7    | 英雄本色  | 173萬人次 | 1986 | 寰亞   | 吴宇森      |
| 8    | 摩登保镖  | 172萬人次 | 1981 | 嘉禾   | 許冠文      |
| 9    | 圣诞快乐  | 172萬人次 | 1984 | 寰亞   | 高志森      |
| 10   | 夏日福星  | 167萬人次 | 1985 | 嘉禾   | 洪金宝      |